# Roger de Barbarin
Pour les articles homonymes, voir Barbarin.
Roger de Barbarin, de son nom complet Émile Roger Thomas de Barbarin, né le 2 juin 1860 à Paris 16e et mort le 4 mars 1925 à Paris 7e, est un tireur sportif, premier champion olympique de sa catégorie, et seul français à ce jour.

## Biographie
Roger de Barbarin est le fils du peintre Thomas de Barbarin, et de Maria Accursia Consiglio baronessa di Castel Belici, native de Sicile,. En 1897, il épouse Mary Finaly, sœur du banquier Horace Finaly.
Roger Thomas de Barbarin, hérite à la mort de sa mère du domaine Castel Belici qui s'étend sur plus de 1000 hectares à Petralia Sottana, dans la province de Palerme. En 1908, il est dépossédé de ses terres et banni de Sicile par Calogero Vizzini, chef historique de la Cosa Nostra : c'est "L'Opération Belici".

## Palmarès
- Jeux olympiques d'été de 1900 à Paris (France) :
  -  Médaille d'or en fosse olympique (125 cibles), le 17 juillet 1900[6].